# Hautcharage
Hautcharage (luxembourgeois : Uewerkäerjeng, allemand : Oberkerschen) est une section de la commune luxembourgeoise de Käerjeng située dans le canton de Capellen.

## Géographie
Hautcharage est situé dans le sud-ouest du Grand-Duché de Luxembourg. Les villages voisins sont Clemency, Fingig, Hivange, Schouweiler, Bascharage et Linger. Le village est traversé par le ruisseau Mierbaach.

## Histoire
L'église Saint-Denis de Hautcharage a été bâtie en 1744 et consacrée le 15 août 1761 par l'évêque auxiliaire de Trèves Johann Nikolaus von Hontheim. Son mobilier date du baroque.
Hautcharage faisait partie de la commune de Bascharage jusqu'au 1er janvier 2012, date de la fusion entre les anciennes communes de Bascharage et de Clemency. Elle fait désormais partie de la nouvelle commune de Käerjeng.

## Sport

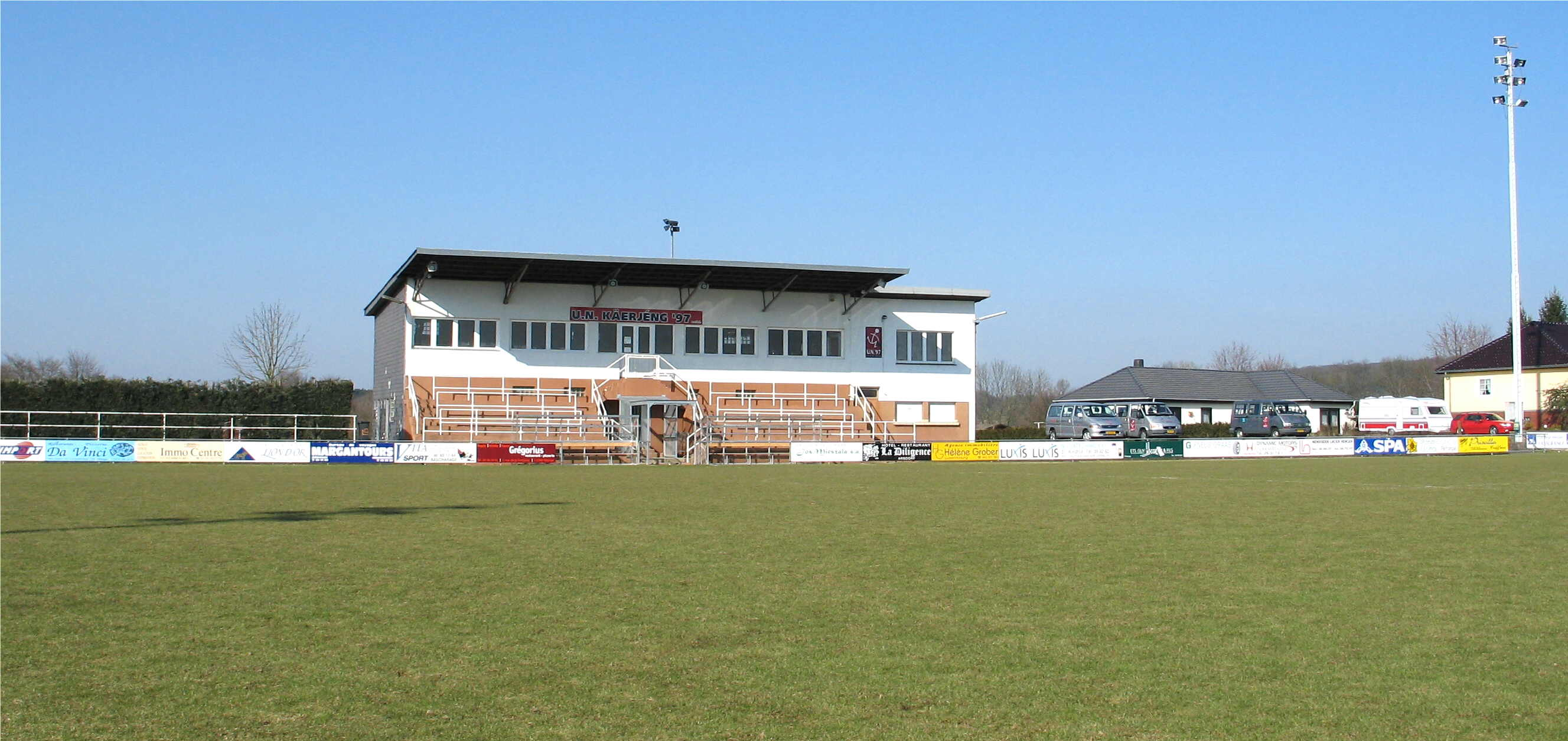
Stade d'Hautcharage

L'ancien club de football FC Jeunesse Hautcharage remportait en 1971 la Coupe du Luxembourg en gagnant 4-1 après prolongations cotade dntre la Jeunesse Esch. En Coupe d'Europe des vainqueurs de coupe, le club devait alors affronter le tenant du titre FC Chelsea. FC Jeunesse Hautcharage s'inclinait lors des deux matchs avec une différence de buts totale de 0-21, un record négatif dans une ligue européenne de football qui existe encore aujourd'hui.
En 1997, la Jeunesse Hautcharage et l'US Bascharage fusionnent pour former l'UN Käerjéng 97. Les matchs à domicile sont joués dans l'ancien stade de FC Jeunesse Hautcharage jusqu'en 2011, quand un nouveau stade est inauguré dans la localité voisine de Bascharage.

## Curiosités
- L'église baroque Saint-Denis.
- L'ancien lavoir (Rue des Sources).
- La Péiteschhaus (10, rue Jean-Pierre Origer), maison natale de Michel Gloesener.
- Les réserves naturelles Griechten et Boufferdanger Muer.

## Personnalités
- Michel Gloesener (1792-1876), physicien et professeur à l'Universitè de Liège. Le Quai Gloesener à Liège porte son nom.
- Henri Kellen (1927-1950), coureur cycliste et participant aux Jeux Olympiques.
- Michel Wolter (1962), député-maire, ancien ministre de l'intérieur.
- David Bottacin alias David Goldrake, magicien.